# 赤星氏
赤星氏（あかほしし）は、日本の氏族のひとつ。
中世に肥後国菊池郡を本拠とした国人領主の一族である。
菊池氏の一族で、菊池武房の弟の赤星有隆を祖とし、隈部氏、城氏と共に菊池氏の三家老家の一つ。家紋は菊池氏と同じく並び鷹羽。
主家の菊池家が衰微するに従って他の家老家と共に勢力を伸ばし、菊池義武が甥の大友宗麟と争った際には大友氏の傘下に入って活躍。その報償として菊池氏の本拠であった菊池城を任された。しかし同じく菊池氏の重臣であった隈部氏は龍造寺氏と接近し、菊池氏の後継の座を巡って赤星氏と対立してゆくことになる。
1559年（永禄2年）の合勢川の戦いで赤星親家は隈部親永に大敗。のちに菊池城を隈部氏に奪われた。親家の子・赤星統家は、叔父である合志親賢の合志城に身を寄せた。統家は、龍造寺氏に降服していたが、命じられた佐賀への参例を幾度も無視したために「疑心あり」と見なされ、天正11年（1583年）には人質として差し出していた子を殺害されている。この恨みからやがて島津氏に接近。沖田畷の戦いでは島津氏の先鋒となって龍造寺氏と戦った。
だが、以後も島津氏と共に行動したことが原因で、豊臣秀吉の九州平定の後に菊池城を取り戻すことはできなかった。